# The Faithful Taxicab
The Faithful Taxicab er en amerikansk stumfilm fra 1913 af Mack Sennett.

## Medvirkende
- Roscoe 'Fatty' Arbuckle
- Mabel Normand
- Ford Sterling